# 天津市规划和自然资源局
天津市规划和自然资源局是中华人民共和国天津市人民政府主管全市城市以及土地资源、矿产资源、海洋资源等自然资源的规划、管理、保护和合理利用工作的组成部門。

## 机构设置
根据有关规定，天津市规划和自然资源局设置下列机构：

### 内设机构
- 办公室
- 政策研究室
- 法规处
- 综合业务处
- 政务服务处（国土空间用途管制处）
- 自然资源确权登记处（市不动产登记局）
- 自然资源调查监测处
- 自然资源所有者权益处
- 自然资源开发利用处
- 总体规划管理处（市规划委员会办公室秘书处）
- 详细规划管理处
- 建筑规划管理处
- 交通与市政规划管理处
- 村镇规划管理处
- 名城保护处（城市设计处）
- 测绘管理处（地名管理处）
- 资源保护管制处
- 国土空间生态修复处
- 地质勘查和矿产资源管理处
- 海洋经济与规划处
- 海域管理与预警监测处
- 森林资源管理处
- 湿地自然保护地管理和野生动植物保护处
- 绿色生态屏障建设管理处
- 森林防火处
- 执法监督处
- 行政执法处
- 信访处
- 网络安全和信息化办公室
- 科技合作处
- 财务管理处
- 审计处
- 人事处
- 干部处
- 党建工作处（宣教处）
- 机关党委办公室
- 巡察工作办公室
- 巡察组
- 离退休干部处

### 派出机构
- 天津市规划和自然资源局和平分局
- 天津市规划和自然资源局河北分局
- 天津市规划和自然资源局河东分局
- 天津市规划和自然资源局河西分局
- 天津市规划和自然资源局南开分局
- 天津市规划和自然资源局红桥分局
- 天津市规划和自然资源局东丽分局（天津市不动产登记局东丽分局）
- 天津市规划和自然资源局津南分局（天津市不动产登记局津南分局）
- 天津市规划和自然资源局西青分局（天津市不动产登记局西青分局）
- 天津市规划和自然资源局北辰分局（天津市不动产登记局北辰分局）
- 天津市规划和自然资源局武清分局（天津市不动产登记局武清分局）
- 天津市规划和自然资源局宝坻分局（天津市不动产登记局宝坻分局）
- 天津市规划和自然资源局蓟州分局（天津市不动产登记局蓟州分局）
- 天津市规划和自然资源局静海分局（天津市不动产登记局静海分局）
- 天津市规划和自然资源局宁河分局（天津市不动产登记局宁河分局）
- 天津市规划和自然资源局滨海新区分局（天津市不动产登记局滨海新区分局）
- 天津市不动产登记局中心城区分局

### 直属单位
- 天津市海监总队
- 天津市规划和自然资源局综合服务中心
- 天津市野生动物救助驯养繁殖中心
- 天津市规划和自然资源局林业事务中心（天津市林业调查规划设计院）
- 天津市渤海海洋监测监视管理中心
- 天津市地质事务中心
- 天津市自然资源生态修复整治中心（天津古海岸与湿地国家级自然保护区管理中心）
- 天津市土地利用事务中心（天津市中国国际矿业大会综合服务中心）
- 天津市自然资源调查与登记中心
- 天津市测绘地理信息研究中心
- 天津市规划编制研究中心
- 天津市城市建设档案馆（天津市地质资料馆）
- 天津市规划展览馆